# Melissa Roxburgh
Melissa Roxburgh (Vancouver, 10 de desembre de 1992) és una actriu canadenca. És coneguda pels seus papers a Diary of a Wimpy Kid: Rodrick Rules (2011) i Diary of a Wimpy Kid: Dog Days (2012), Supernatural (2014), The Marine 4: Moving Target (2015), Star Trek Beyond (2016), Valor (2017-2018), Mindcage (2022) i pel paper de Michaela Stone a la sèrie dramàtica de ciència-ficció d'NBC / Netflix Manifest (2018-2023).

## Primers anys
Roxburgh és la segona de quatre fills; té dues germanes (Kristie i Ashley) i un germà petit (Matt). El seu pare, Cam, és un pastor canadenc, i la seva mare, Shelley Walpole, és una jugadora de tennis professional britànica, ja retirada. Els seus pares, després de traslladar-se dels Estats Units al Canadà, van fundar una església a Vancouver. Després de graduar-se a l'escola secundària, Roxburgh va començar a dedicar-se a la interpretació a Vancouver. Roxburgh fou alumna del William Esper Studio.

## Carrera
Va aconseguir el seu primer paper important a Diary of a Wimpy Kid: Rodrick Rules com a Rachel. També va aparèixer a la segona seqüela de Diary of a Wimpy Kid, Dog Days, però com a personatge diferent, Heather Hills. Altres treballs al cinema són Big Time Movie, Jeni a Leprechaun: Origins i l'alferes Syl a Star Trek Beyond. El seu treball televisiu ha inclòs el spin-off de Supernatural, Bloodlines, i el paper de Thea a la sèrie de The CW Valor.
Roxburgh interpreta Michaela Stone a la sèrie de la NBC Manifest, que es va estrenar el 24 de setembre de 2018 i de la qual se n'han gravat quatre temporades.
El 2022, Roxburgh va interpretar la detectiu Mary Kelly a la pel·lícula sobre assassins en sèrie Mindcage, al costat de Martin Lawrence i John Malkovich.

## Vida personal
Roxburgh és molt aficionada als vaitges. Quan era petita, la seva família va visitar Àfrica, Europa i Amèrica del Sud, i això li va fer despertar l'interès per les qüestions de justícia social. Actualment és líder GenR per al Comitè Internacional de Rescat (IRC), que ajuda les persones en crisis humanitàries extremes. Abans del seu treball a Manifest, Roxburgh va estudiar comunicació a la Universitat Simon Fraser amb la intenció de convertir-se en periodista.

## Filmografia
| Any  | Títol                               | Paper           | Notes            |
| ---- | ----------------------------------- | --------------- | ---------------- |
| 2011 | Diary of a Wimpy Kid: Rodrick Rules | Rachel Lewis    |                  |
| 2012 | Diary of a Wimpy Kid: Dog Days      | Heather Hills   |                  |
| 2012 | Big Time Movie                      | Princess        |                  |
| 2014 | Leprechaun: Origins                 | Jeni            |                  |
| 2015 | The Marine 4: Moving Target         | Olivia Tanis    |                  |
| 2016 | Star Trek Beyond                    | Ensign Syl      |                  |
| 2016 | 2BR02B: To Be or Naught to Be       | Leora Duncan    |                  |
| 2016 | Lost Solace                         | Azaria          |                  |
| 2018 | In God I Trust                      | Mya Matheson    | Independent film |
| 2020 | I Still Believe                     | Heather Henning |                  |
| 2022 | Mindcage                            | Mary Kelly      | [ 5 ]            |

| Any       | Títol               | Paper                   | Notes                                                 |
| --------- | ------------------- | ----------------------- | ----------------------------------------------------- |
| 2012      | Arrow               | Blake                   | 2 episodis: ("Damaged" i "Trust but Verify")          |
| 2012      | Supernatural        | Lila Taylor             | Episodi: "Time After Time"                            |
| 2014      | Supernatural        | Violet Duval            | Episodi: "Bloodlines"                                 |
| 2014      | The Tomorrow People | Talia                   | Episodi: "Superhero"                                  |
| 2015      | Sorority Murder     | Carly                   | Telefilm                                              |
| 2016      | Legends of Tomorrow | Betty Seaver            | Episodi: "Night of the Hawk"                          |
| 2017–2018 | Valor               | Thea                    | Paper protagonista                                    |
| 2017      | Travelers           | Carrie                  | Episodi: "17 Minutes"                                 |
| 2018–2023 | Manifest            | Michaela Stone          | Paper protagonista Directora de l'episodi "Lift/Drag" |
| 2023      | Quantum Leap        | Lieutenant Ellen Grier  | Episodi: "This Took Too Long!"                        |
| 2024      | Tracker             | Dr. Dory Shaw           | Episodi: "Beyond the Campus Walls"                    |
| TBA       | The Hunting Party   | Rebecca "Bex" Henderson | Paper protagonista                                    |